# Wilfried Müller (Sozialwissenschaftler)
Wilfried Müller (* 4. Oktober 1945 in Tönning, Schleswig-Holstein) ist ein deutscher Erziehungs- und Sozialwissenschaftler. Er war von 2002 bis 2012 Rektor der Universität Bremen.

## Biografie
Nach dem Abitur am Gymnasium an der Willmsstraße in Delmenhorst studierte Müller von 1965 bis 1971 an der Universität Kiel Chemie sowie parallel dazu Philosophie. Nach dem Diplom 1971 in Chemie setzte er das Philosophie-Studium fort und begann außerdem ein Studium der Erziehungswissenschaften und der Soziologie an der Universität Hamburg. 1974 erfolgte an der Universität Hamburg die Promotion zum Dr. phil. mit der Dissertation Ausbildung und Beruf von Naturwissenschaftlern und Ingenieuren.
1976 wurde er an der Universität Bremen Assistenzprofessor und 1979 Professor für den Bereich Sozialwissenschaftliche Technikforschung. 1996 erfolgte seine Wahl zum Sprecher einer Organisationsentwicklungsgruppe. 1997 wurde er zum Konrektor gewählt. 2002 erfolgte seine Wahl zum Rektor der Universität Bremen als Nachfolger von Jürgen Timm. Bis Ende August 2012 nahm er dieses Amt wahr; zum Nachfolger wurde Bernd Scholz-Reiter gewählt. Müller führte die Universität zur Eliteuniversität. In seiner Zeit als Rektor wurde die Universität Bremen drei Mal durch die Exzellenzinitiative des Bundes und der Länder in die dazu ausgelobten Förderprogramme aufgenommen.
Er war Vizepräsident für Lehre, Studium und Studentische Angelegenheiten der Hochschulrektorenkonferenz (HRK).
Im Mai 2009 wurde Müller zum stellvertretenden Vorsitzenden des politischen Entscheidungsgremiums der Stiftung zur Akkreditierung von Studiengängen in Deutschland gewählt und seit 2015 ist er als Kurator der Manfred und Ursula Fluß-Stiftung, als Treuhandstiftung unter dem Dach der Stiftung der Universität Bremen, tätig.
Müller war verheiratet mit der Sozialwissenschaftlerin und Hochschullehrerin Helga Krüger; beide haben zwei Kinder. Seit April 2012 ist Müller wieder verheiratet.
Müller ist Themenpate der Themengruppe „Change Management & Organisationsentwicklung“ beim 2014 vom Centrum für Hochschulentwicklung, von der Hochschulrektorenkonferenz und vom Stifterverband initiierten Hochschulforum Digitalisierung, welches vom Bundesministerium für Bildung und Forschung gefördert wird.

## Ehrungen
- 2012: Hochschulmanager des Jahres der Financial Times Deutschland in Zusammenarbeit mit dem Centrum für Hochschulentwicklung (CHE)
- 2012: Ehrenmitglied der community bremen, dem Alumni‐Netzwerk der Uni Bremen
- 2013: Ausgezeichnet mit der Senatsmedaille für Kunst und Wissenschaft der Freien Hansestadt Bremen
- 2013: Ehrendoktorwürde des Dickinson College in Carlisle, Pennsylvania (USA) für die transatlantische Wissenschaftskooperation[3]

## Schriften (Auswahl)
- Qualifikationsentwicklung als Herrschaftstechnik: Technische und gesellschaftliche Determinanten der beruflichen Qualifikationen von Naturwissenschaftlern und Ingenieuren. In: Arbeitsgemeinschaft für Hochschuldidaktik, Hamburg 1974 DNB.
- Berufliche Qualifikation als Ziel wissenschaftlicher Ausbildung. In: Interdisziplinäres Zentrum für Hochschuldidaktik der Universität Hamburg, Hamburg 1979.
- Berufsforschung und Hochschuldidaktik. In: Interdisziplinäres Zentrum für Hochschuldidaktik, Hamburg 1973.